# Kantatie 88
Pour les articles homonymes, voir Route 88.
La route principale 88 (en finnois : Kantatie 88) est une route principale allant de Raahe à Iisalmi en Finlande.

## Description
La route principale 88 est une voie pour le trafic entre la Savonie du Nord et l'Ostrobotnie du Nord.
Le tronçon d'Iisalmi à Pulkkila fait partie de la liaison routière principale la plus courte entre les villes d'Oulu et Kuopio et était auparavant la route nationale 19. 
Le volume de trafic est assez faible.

## Parcours
La route parcourt les municipalités suivantes :
- Raahe
- Haapavesi
- Siikalatva
- Pyhäntä
- Vieremä
- Iisalmi